# Canal de Marseille

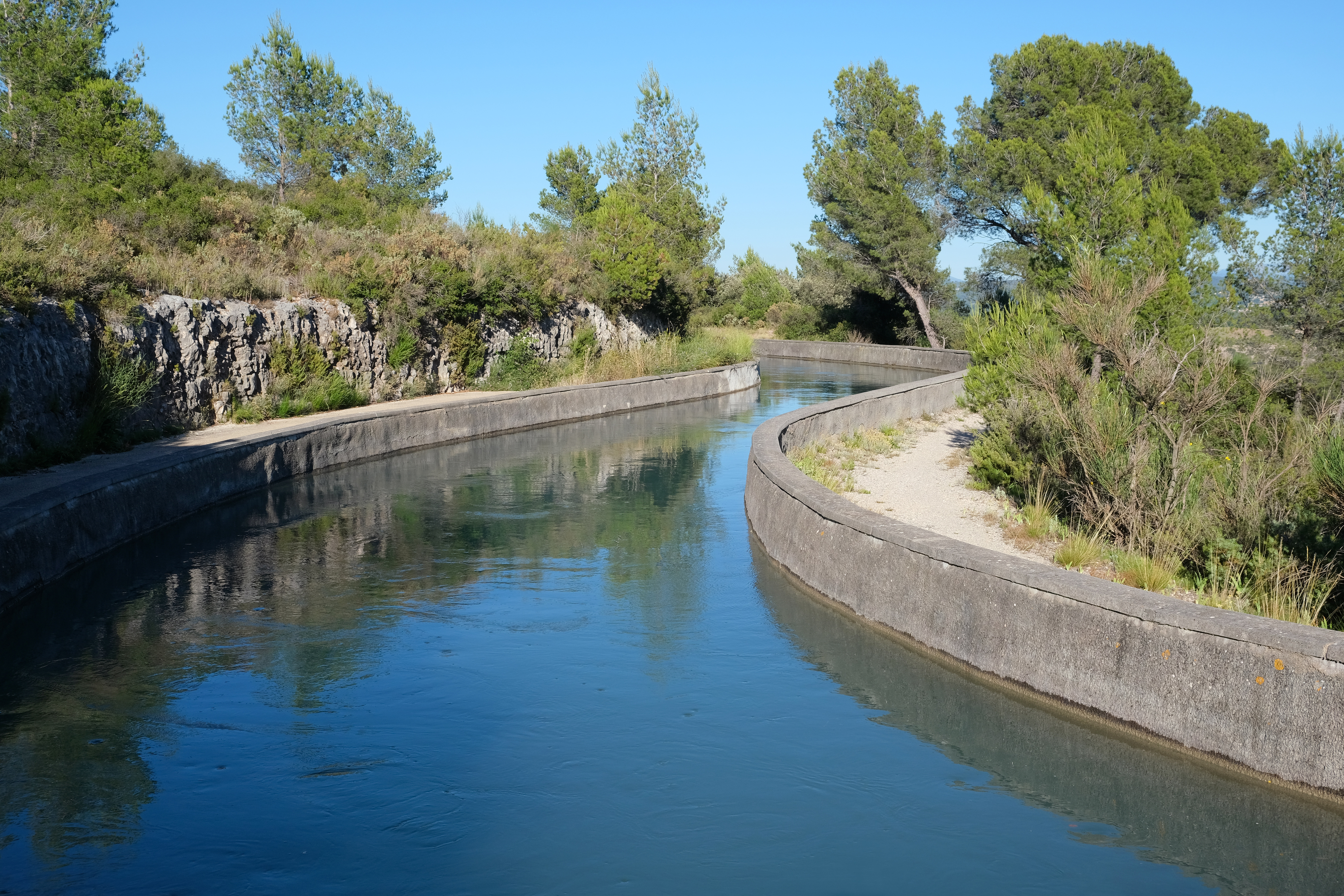
Canal de Marseille nahe dem Aquädukt von Roquefavour

Der Canal de Marseille ist ein im 19. Jahrhundert geschaffener Trinkwasserkanal, der im Département Bouches-du-Rhône in der Region Provence-Alpes-Côte d’Azur verläuft und bis heute die wichtigste Quelle der Trinkwasserversorgung der Stadt Marseille darstellt. Er weist eine Länge von etwa 80 Kilometern auf, rechnet man die Verzweigungen im Stadtgebiet von Marseille noch hinzu, wird eine Länge von 160 Kilometern erreicht.
Der Kanal ist heute im Besitz der Métropole d’Aix-Marseille-Provence, Betrieb und Unterhalt sind aber an die Groupe Eaux de Marseille delegiert, ein Tochterunternehmen von Veolia.

## Verlauf

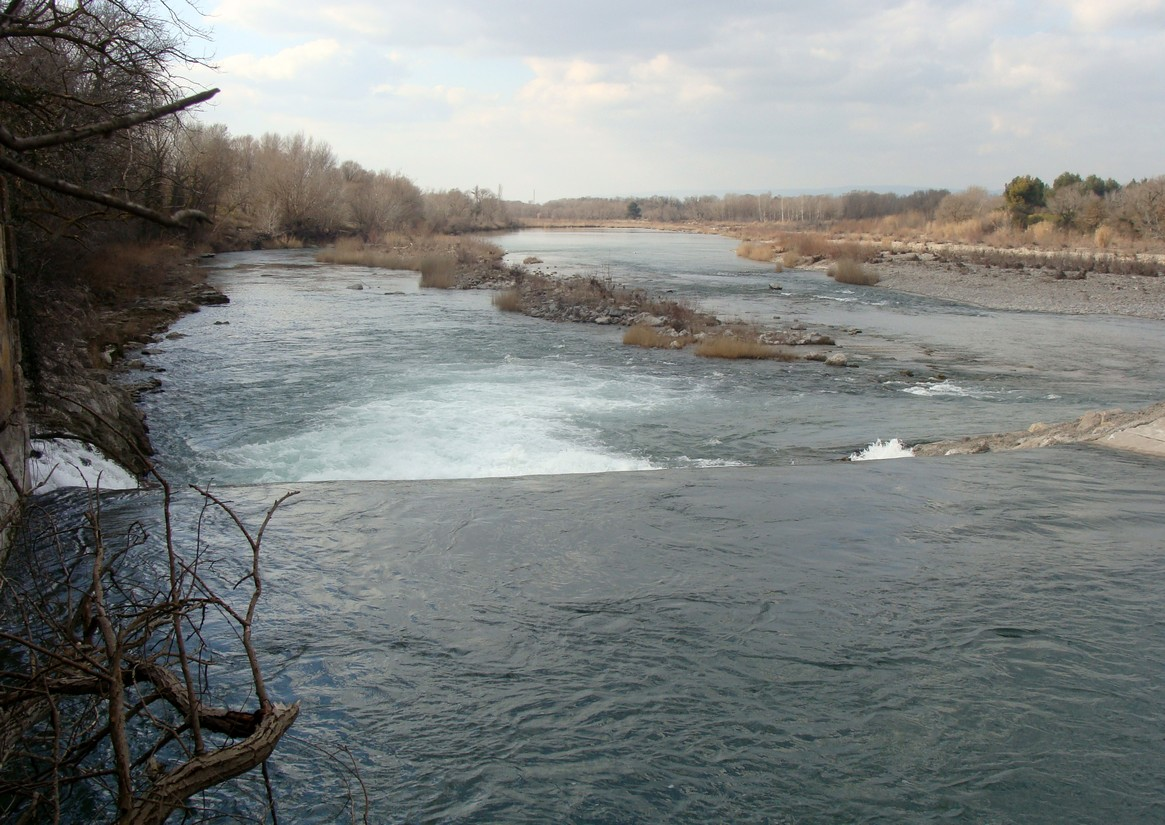
Wehr am ehemaligen Kanalbeginn an der Durance bei Pertuis

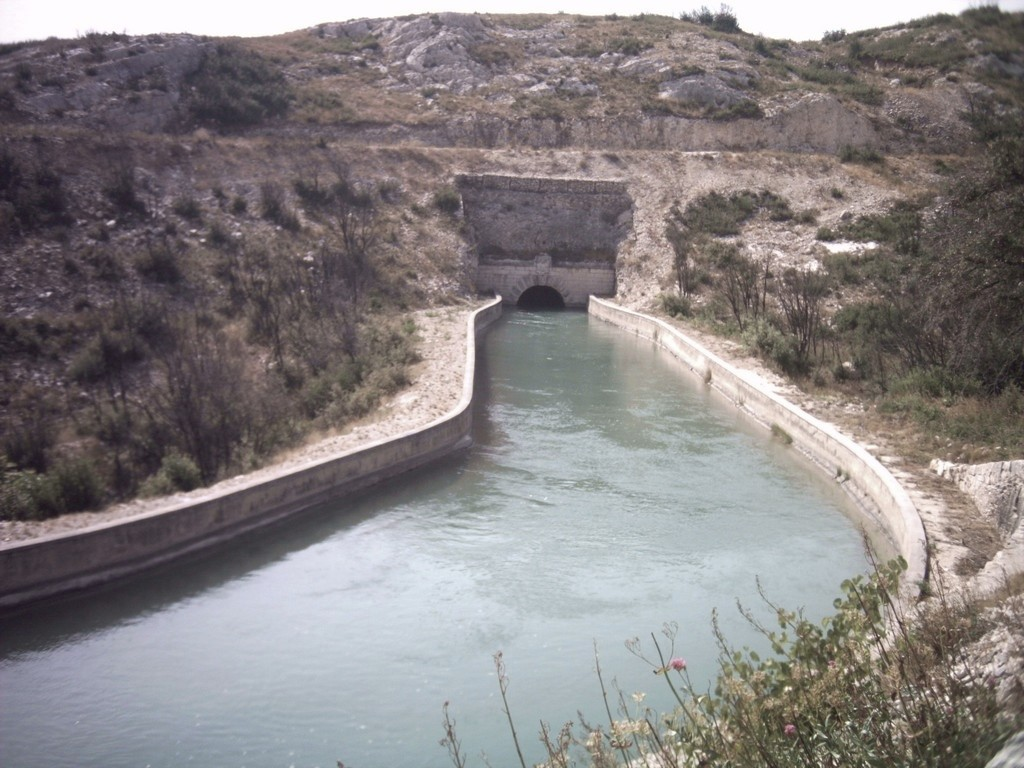
Tunnelführung bei Coudoux

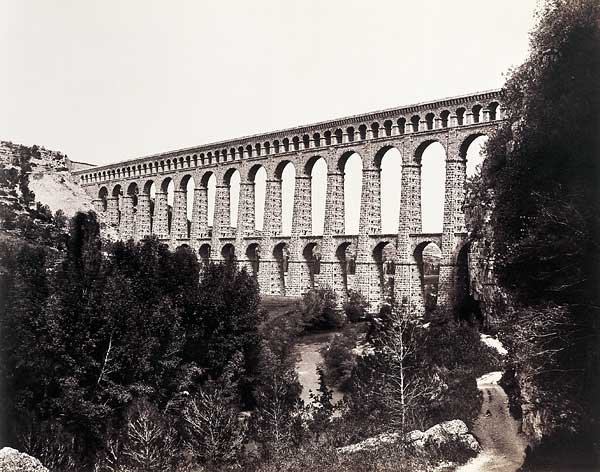
Aquädukt von Roquefavour um 1861, Fotografie von Édouard Baldus

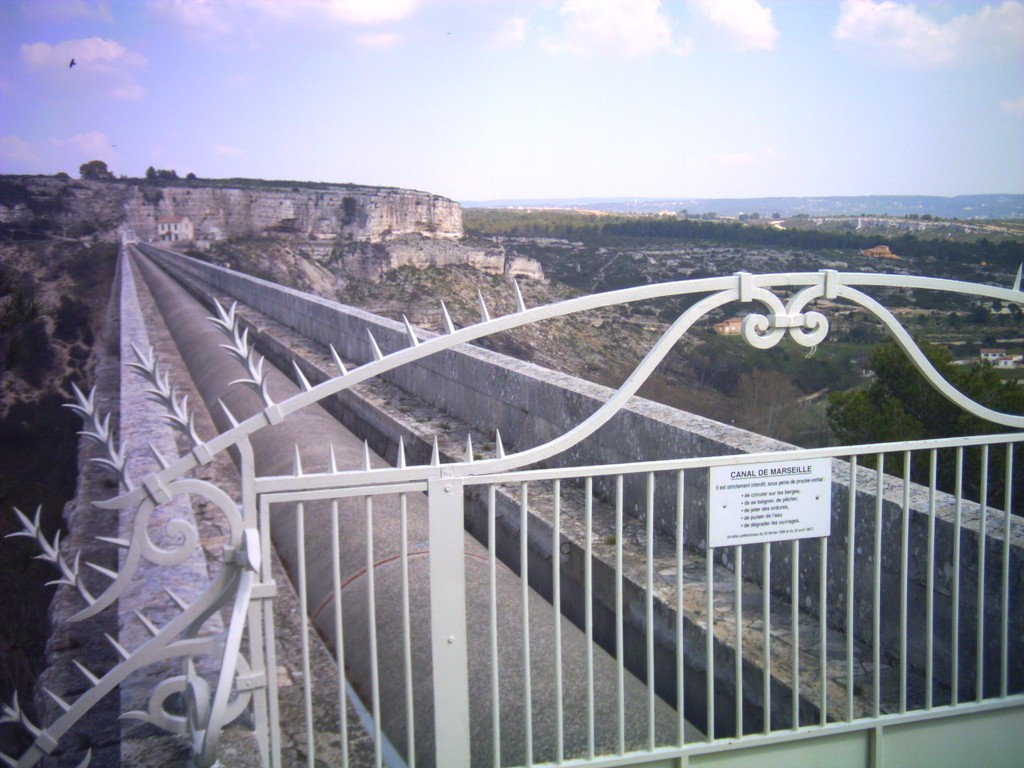
Wasserführung über den Aquädukt von Roquefavour

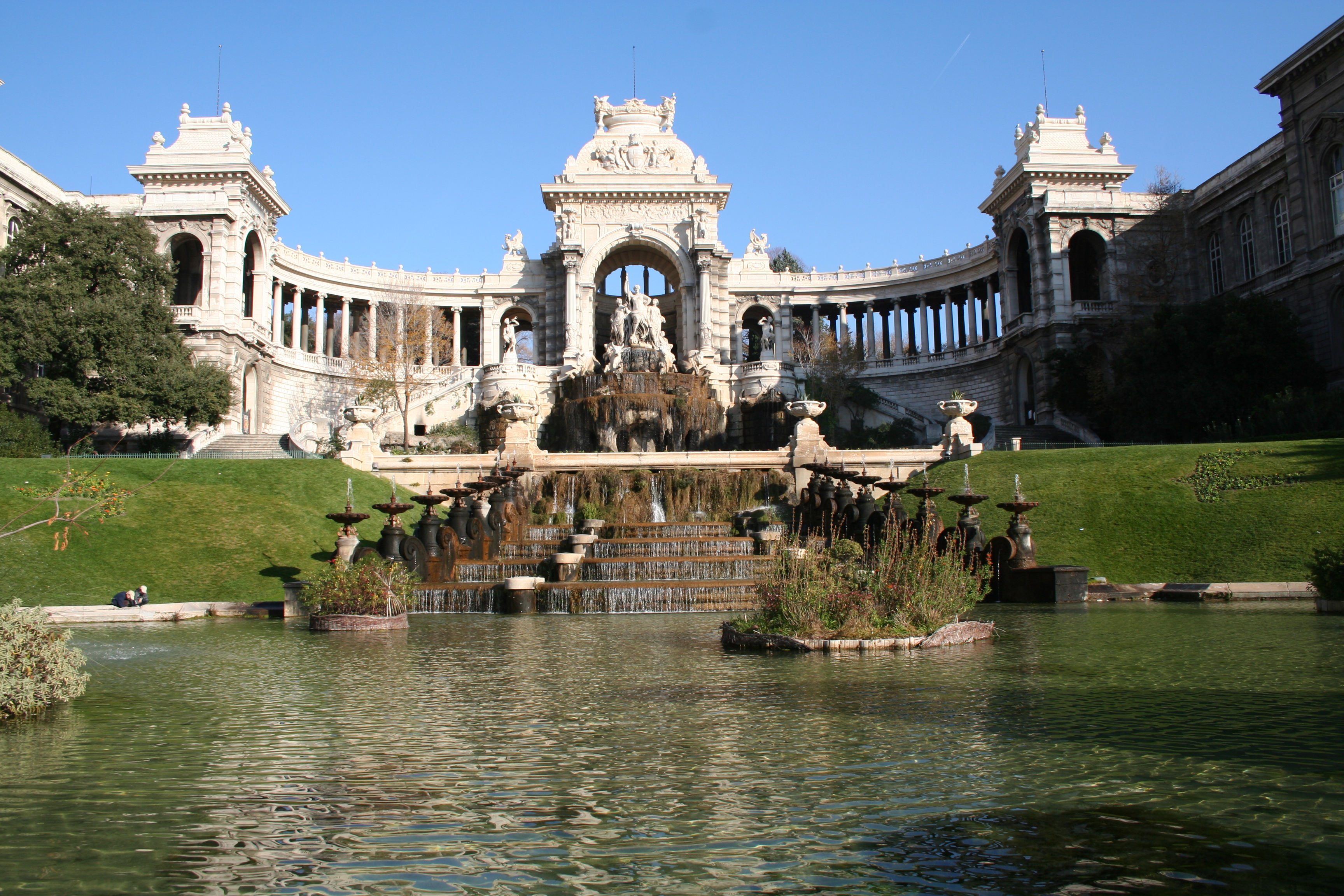
Palais Longchamp

Die Wasserversorgung wird vom Fluss Durance abgeleitet, wo die einstmalige Abzweigstelle nahe der Stadtbrücke von Pertuis in einer Höhe von 185 Meter errichtet wurde. Von da verläuft der Kanal in westlicher Richtung bis Le Puy-Sainte-Réparade, dann nach Nordwesten bis Saint-Estève-Janson. Seit der Errichtung des Kraftwerkskanals der EDF, der die Durance in diesem Bereich begleitet, ist die Wasserentnahmestelle für den Canal de Marseille nach Saint-Estève-Janson verlegt worden, wo das Wasser nun direkt aus dem EDF-Kanal abgezweigt wird. Der oberste Abschnitt des Kanals ist von der ehemaligen Entnahmestelle bis zum Wasserkraftwerk über ca. zehn Kilometer zwar physisch noch vorhanden, wird aber nicht mehr im Sinne der Erbauers genutzt. Ab dem Kraftwerk verläuft der Canal de Marseille weiter nordwestlich bis zur Brücke von Cadenet, wo sein Wasser im Bassin von Saint-Christophe aufgestaut wird. Weiter geht es über La Roque-d’Anthéron nach Charleval, wo er die Durance und den EDF-Kanal verlässt, sich nach Süden wendet und in einem langen Tunnel das westliche Ende der Bergkette Chaîne des Côtes durchquert. Nach Lambesc sind zahlreiche Brücken und Tunnel notwendig, um die Täler und die Hügel bis nach Coudoux zu überwinden. Er umgeht im Osten den Hügel von Ventabren und überquert den Fluss Arc mit dem imposanten Aquädukt von Roquefavour. Die weitere Streckenführung erfolgt über das Plateau du Grand Arbois, das trotz seines Namens nicht sehr flach ist, sondern zahlreiche weitere Kunstbauten erfordert, bis er im Bassin von Réaltor in der Gemeinde Cabriès aufgestaut wird. Nach weiteren fünf Kilometern erreicht er in einer Höhe von 150 Metern den nördlichen Stadtrand von Marseille beim Stadtteil Saint-Antoine, im 15. Arrondissement.

### Verzweigungen in der Stadt Marseille
Von Saint-Antoine führt ein erster Zweigkanal in den Westen der Stadt, nach L’Estaque, im 16. Arrondissement. Der Hauptkanal umgeht das Tal des Bächleins Aygalades und verläuft an der Flanke der Chaîne de l’Étoile in östlicher Richtung. Im Ortsteil Le Four de Buze, im 14. Arrondissement, splittet sich der Kanal neuerlich auf: der historische Hauptast wendet sich nach Süden, befüllt das Bassin von Merlan, passiert Chutes-Lavie im 4. Arrondissement und erreicht schließlich im Palais Longchamp sein Ende in einem repräsentativen Wasserschloss.
Der andere Ast führt weiter nach Osten, an den Hügeln entlang, um auch die östliche und südöstliche Peripherie der Stadt zu versorgen. Er durchquert Château-Gombert im 13. Arrondissement, schlägt einen Bogen nach Plan-de-Cuques, einer Nachbargemeinde von Marseille, und erreicht bei Les Olives wieder das 13. Arrondissement.
Nun geht es in einem Tunnel unter dem Stadtteil Les Trois-Lucs im 12. Arrondissement weiter. Danach gibt es eine Verzweigung in westlicher Richtung, die nach Saint-Julien verläuft und im Bassin von Saint-Bernabé endet. Der östliche Abzweig verläuft über Les Camoins, im 11. Arrondissement, bis nach Aubagne.
Der Hauptast umgeht La Valentine im Osten, quert das Tal des Flusses Huveaune mit seinen parallel verlaufenden Verkehrsverbindungen (Straßen, Autobahn, Eisenbahntrasse) mit Hilfe zweier Düker und wendet sich am südlichen Flussufer in westliche Richtung. Er passiert La Valbarelle, erreicht bei Saint-Tronc das 10. Arrondissement und bei Mazargues das 9. Arrondissement. Dann nähert es sich langsam dem Mittelmeer, das er bei Montredon im 8. Arrondissement erreicht. Er mündet schließlich beim Mont Rose, im Nationalpark Calanques am Hafen Port de la Madrague direkt ins Meer.

### Koordinaten
Koordinaten: 43° 39′ 58″ N, 5° 29′ 39″ O
- Ausgangspunkt des alten Kanals: 43° 39′ 58″ N, 5° 29′ 39″ O
- Ausgangspunkt des aktuellen Kanals: 43° 41′ 28″ N, 5° 23′ 5″ O
- Endpunkt des Kanals: 43° 13′ 58″ N, 5° 21′ 7″ O

## Baugeschichte
Es war vor allem die große europäische Choleraepidemie von 1832 bis 1835, die die Notwendigkeit einer qualitativ hochwertigen Trinkwasserversorgung auch in Marseille deutlich machte. Maximin-Dominique Consolat, Bürgermeister von Marseille 1832 bis 1843, beschloss 1834 unter dem Eindruck der etwa 3000 Toten, die die Epidemie in Marseille forderte, diesen Trinkwasserkanal errichten zu lassen.
1839 bis 1854 dauerten die Arbeiten an dem Großprojekt unter der Leitung des Ingenieurs Franz Mayor de Montricher. Seit dem 8. Juli 1849 versorgt der Kanal Marseille mit Wasser. Es erreicht mit einem Abfluss von 10 m³ pro Sekunde bei einer Neigung von 0,36 m pro Kilometer das Stadtgebiet von Marseille. Das Kanalbett ist zum größten Teil in Beton ausgeführt. Der Kanal hat gebirgiges Gelände zu durchqueren und ist mit seinen Aquädukten, Tunnels und Reservoirs eine bedeutende Ingenieurleistung des 19. Jahrhunderts. Bis 1970 war er die einzige Trinkwasserquelle Marseilles. Etwa 17 km des Kanals verlaufen im Tunnel, 18 Brücken mussten errichtet werden, darunter der dem römischen Pont du Gard nachempfundene 393 m lange und 82,5 m hohe Aquädukt von Roquefavour über das Arc-Tal.
Am 19. November 1849 erreichte der Kanalbau das Plateau Longchamp in Marseille. Dort wurde in der Folge ein prächtiges Wasserschloss mit einem Triumphbogen, einer halbkreisförmigen Kolonnade und zwei Museumsbauten sowie unterirdischen Reservoirs errichtet, das Palais Longchamp.
Das Wasser des Kanals wird heute in zwei Trinkwasseraufbereitungsanlagen, jener von Sainte-Marthe und der von Saint-Barnabé gereinigt und chloriert.

## Sehenswürdigkeiten
- Aquädukt von Roquefavour[3], Aquädukt aus dem 19. Jahrhundert in der Gemeinde Ventabren - Monument historique
- Pavillon de partage des eaux des Chutes-Lavie[4], Wasserbehälter aus dem 19. Jahrhundert in Marseille - Monument historique
- Palais Longchamp[5], Wasserschloss aus dem 19. Jahrhundert in Marseille - Monument historique